# Expedice 36
Expedice 36 byla třicátou šestou expedicí na Mezinárodní vesmírnou stanici (ISS). Expedice trvala od 13. května do 10. září 2013. Byla šestičlenná, tři členové posádky přešli z Expedice 35, zbývající trojice na ISS přiletěla v Sojuzu TMA-09M.
Sojuz TMA-08M a Sojuz TMA-09M expedici sloužily jako záchranné lodě.

## Posádka
| Pozice            | 1. část (květen 2013)                          | 2. část (květen – září 2013)                   |
| ----------------- | ---------------------------------------------- | ---------------------------------------------- |
| Velitel           | Pavel Vinogradov (3), Roskosmos (RKK Eněrgija) | Pavel Vinogradov (3), Roskosmos (RKK Eněrgija) |
| Palubní inženýr 2 | Alexandr Misurkin (1), Roskosmos (CPK)         | Alexandr Misurkin (1), Roskosmos (CPK)         |
| Palubní inženýr 3 | Christopher Cassidy (2), NASA                  | Christopher Cassidy (2), NASA                  |
| Palubní inženýr 4 |                                                | Fjodor Jurčichin (4), Roskosmos (CPK)          |
| Palubní inženýr 5 |                                                | Luca Parmitano (1), ESA                        |
| Palubní inženýr 6 |                                                | Karen Nybergová (2), NASA                      |

V závorkách je uveden dosavadní počet letů do vesmíru včetně této mise.
Záložní posádka:
- Oleg Kotov, Roskosmos (CPK)
- Sergej Rjazanskij, Roskosmos (CPK)
- Michael Hopkins, NASA
- Michail Ťurin, Roskosmos (CPK)
- Kóiči Wakata, JAXA
- Richard Mastracchio, NASA